# (7111) 1985 QA1
(7111) 1985 QA1 (1985 QA1, 1978 UB5) — астероїд головного поясу, відкритий 17 серпня 1985 року.
Тіссеранів параметр щодо Юпітера — 3,508.